# Масленников, Пётр Владимирович
Пётр Владимирович Масленников (10 июня 1923, Архонская, Пригородный район — 1 октября 1967, Чернухи, Полтавская область) — старший лейтенант Советской Армии, участник Великой Отечественной войны, Герой Советского Союза (1944).

## Биография
Пётр Масленников родился 10 июня 1923 года в станице Архонская (ныне — Пригородный район Северной Осетии). Отец Петра - Масленников Владимир Николаевич (1900-1945), терский казак, участник Великой Отечественной войны, погиб в апреле 1945 года, умерев в тыловом госпитале от ранения.  
После окончания семи классов школы Пётр работал в колхозе. В 1941 году Масленников был призван на службу в Рабоче-крестьянскую Красную Армию. С августа 1942 года — на фронтах Великой Отечественной войны. В 1943 году окончил курсы младших лейтенантов. К сентябрю 1943 года младший лейтенант Пётр Масленников командовал взводом 667-го стрелкового полка 218-й стрелковой дивизии 47-й армии Воронежского фронта. Отличился во время битвы за Днепр.
24 сентября 1943 года взвод Масленникова одним из первых переправился через Днепр в районе села Пекари Каневского района Черкасской области Украинской ССР и принял активное участие в боях за захват и удержание плацдарма на его западном берегу, уничтожив более 50 солдат и офицеров противника и продержавшись до переправы основных сил. 25 сентября 1943 года Масленников организовал отражение крупной контратаки войск противника, лично уничтожив 12 вражеских солдат и офицеров.
Указом Президиума Верховного Совета СССР от 3 июня 1944 года за «образцовое выполнение заданий командования и проявленные при этом мужество и героизм» младший лейтенант Пётр Масленников был удостоен высокого звания Героя Советского Союза с вручением ордена Ленина и медали «Золотая Звезда» за номером 2299.
В 1946 году в звании старшего лейтенанта Масленников был уволен в запас. Проживал и работал сначала на родине, затем в посёлке Чернухи Полтавской области. Скоропостижно скончался 1 октября 1967 года, похоронен в Чернухах.
Был также награждён орденами Красного Знамени, Отечественной войны 2-й степени и Красной Звезды, рядом медалей.
В честь Масленникова названы улицы в Архонской и Чернухах.